# Urania sloanus
Urania sloanus (лат.) —  вид дневных бабочек из семейства ураниид (Uraniidae). Видовое название дано в честь английского медика и натуралиста Ганса Слоуна.
Последний раз этот вид достоверно наблюдали в дикой природе в 1894 или 1895 году, однако, возможно ему удалось сохраниться вплоть до 1908 года.

## Описание
Размах крыльев 5—7 см. Основной фон крыльев — чёрный, с переливчатой сине-зеленоватой окраской. Окраской сходна с мадагаскарской уранией, но отличается от последней наличием длинных хвостиков на задних крыльях.

## Ареал
Эндемик Ямайки.

## Гусеницы
Гусеницы окрашены в чёрно-бело-синие цвета. Кормовые растения гусениц: Omphalea triandra, Omphalea diandra.